# Peter Mandelson

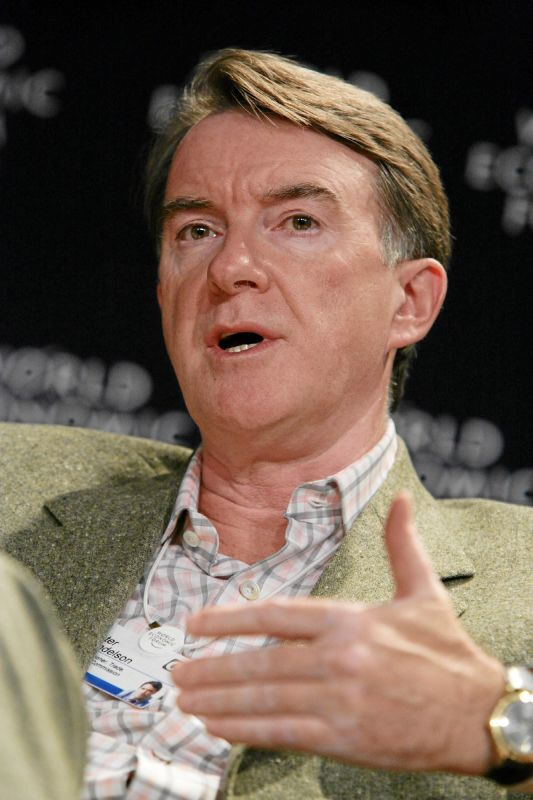
Peter Mandelson na jednání Světového obchodního fóra

Peter Benjamin Mandelson, Baron Mandelson (* 21. října 1953 Londýn, Spojené království) je britský a evropský politik, bývalý člen Evropské komise a vlády Spojeného království.

## Mládí a vzdělání
V mládí strávil rok v Tanzanii a tato zkušenost ovlivnila jeho celoživotní pohled na Afriku. V roce 1979 stál v čele britské delegace na historicky prvním zasedání Fóra mládeže Evropských společenství ve Štrasburku.
Vystudoval filosofii, politickou vědu a ekonomii na St. Catherine’s College v Oxfordu. Pracoval jako ekonom v britské odborové centrále a později jako televizní producent publicistických pořadů.

## V britské politice
Po dvanáct let byl poslancem Dolní sněmovny za Labouristickou stranu za volební obvod Hartlepool. Bývá považován za jednoho z architektů modernizace strany a vytvoření tzv. New Labour. Dvakrát byl členem britské vlády premiéra Tonyho Blaira. Nejprve od 27. července do 23. prosince 1998 ministrem průmyslu a obchodu. Poté od 11. října 1999 do 24. ledna 2001 státním sekretářem pro Severní Irsko. Ale v obou případech by nucen odstoupit pro obvinění z korupce.

## V evropské politice
Od listopadu 2004 se stal členem Evropské komise v čele s José Barrosem a jeho portfóliem se stal obchod. Mimo jiné zastupoval EU při jednání Světové obchodní organizace (WTO). Své působení ukončil počátkem října 2008, kdy se vrátil do britské vlády. Dne 3. října 2008 ohlásil britský premiér Gordon Brown, že se Mandelson má stát členem jeho kabinetu.
Po svém předčasném odchodu z funkce měl Mandelson dostávat od Evropské komise 78 tisíc liber po další tři roky. Dále má po dosažení 65 let věku nárok na důchod v hodnotě asi tři čtvrtě miliónu liber.

## Soukromý život
Nejméně od roku 2000 je ve vztahu s Brazilcem Reinaldem Avilou da Silvou, který do Spojeného království přišel v roce 1996 a v roce 2005 se stal jeho naturalizovaným občanem.